# Hokuto, Hokkaido
Hokuto (japanska: 北斗市?, Hokuto-shi) är en stad i Hokkaidō prefektur i Japan. Staden grundades 2006 genom en sammanslagning av kommunerna Kamiiso och Ono. 

## Kommunikationer
I staden ligger Shin-Hakodate-Hokuto, slutstationen för Hokkaido Shinkansen-linjen från Shin-Aomori som ger förbindelse med höghastighetståg från Tokyo. Stationen ligger även på Hakodate-linjen som ger förbindelse till Hakodate och Sapporo. Den hette tidigare Oshima-Ōno, men bytte namn i samband med öppnandet av Hokkaido Shinkansen i mars 2016.